# Robert Sassone
Robert Sassone (Numea, Nueva Caledonia, 23 de noviembre de 1978-Numea, 21 de enero de 2016) fue un deportista francés que compitió en ciclismo en las modalidades de pista, especialista en las pruebas de madison y scratch, y ruta, perteneciendo al equipo Cofidis desde el año 2000 y 2003.
Ganó dos medallas en el Campeonato Mundial de Ciclismo en Pista, oro en 2001 y plata en 2003.
En 2004 su equipo, el Cofidis, se vio salpicado de una serie de casos de dopaje, aunque Sassone no recibió sanción deportiva alguna. Ese mismo año dio positivo en un control antidopaje y fue sancionado con dos años. Murió el 21 de enero de 2016, en circunstancias desconocidas, aunque se especula que pudo morir a causa del uso de sustancias prohibidas durante su carrera.

## Medallero internacional
| Campeonato Mundial | Campeonato Mundial   | Campeonato Mundial | Campeonato Mundial |
| Año                | Lugar                | Medalla            | Competición        |
| ------------------ | -------------------- | ------------------ | ------------------ |
| 2001               | Amberes (Bélgica)    | Medalla de oro     | Madison            |
| 2003               | Stuttgart (Alemania) | Medalla de plata   | Scratch            |

## Palmarés

### Pista
'1999
- Campeón de Europa de Madison

2000
- Campeonato de Francia en Madison (con Damien Pommereau)

2001
- Campeonato del Mundo en Madison   (con Jérôme Neuville)
- Campeonato de Francia en Madison (con Jean-Michel Tessier)
- Campeonato de Francia en puntuación

2002
- Campeonato de Francia en Madison (con Jean-Michel Tessier)

2003
- 2.º en el Campeonato del Mundo en Scratch
- 3.º en el Campeonato de Francia en Madison

### Ruta
2001
- 2 etapas del Circuit des Mines

2002
- 1 etapa del Tour de Limousin

2003
- 1 etapa del Tour de Poitou-Charentes

## Resultados en Grandes Vueltas y Campeonatos del Mundo
| Carrera         | 2000 | 2001 | 2002  | 2003 |
| --------------- | ---- | ---- | ----- | ---- |
| Giro de Italia  | -    | -    | -     | -    |
| Tour de Francia | -    | -    | -     | -    |
| Vuelta a España | -    | -    | 127.º | -    |
| Mundial en Ruta | -    | -    | -     | -    |

-: no participa

Ab.: abandono

## Equipos
- Cofidis (2000-2003)